# Primera Divisió (2006/2007)
Primera Divisió 2006/2007 był to 12. sezon andorskiej pierwszej klasy rozgrywkowej w piłce nożnej. Brało w niej udział 8 zespołów, które grały ze sobą systemem „każdy z każdym”. Mistrzowski tytuł obronił FC Rànger's, dla którego był to drugi tytuł mistrzowski w historii klubu. 

## Zasady rozgrywek
Osiem uczestniczących drużyn, grają mecze każdy z każdym w pierwszej fazie rozgrywek. W ten sposób odbywa się pierwszych 14 meczów. Następnie liga zostaje podzielona na dwie grupy po cztery zespoły. W obydwóch grupach drużyny rozgrywają kolejne mecze – dwukrotnie (mecz i rewanż) z każdą z drużyn ze znajdujących się w jej macierzystej połówce tabeli. W ten sposób każda z drużyn rozgrywa kolejnych sześć meczów, a punkty i bramki zdobyte w pierwszej fazie są brane pod uwagę w fazie drugiej. Górna połówka tabeli walczy o mistrzostwo Andory oraz kwalifikacje do rozgrywek europejskich, natomiast dolna połówka broni się przed spadkiem. Do niższej ligi spada bezpośrednio ostatnia drużyna.

## Drużyny
| Uczestnicy poprzedniej edycji                                                                                 | Uczestnicy poprzedniej edycji | Uczestnicy poprzedniej edycji | Uczestnicy poprzedniej edycji |
| --- | ----------------------------- | ----------------------------- | ----------------------------- |
| RAN | FC Rànger's                   | 1                             |                               |
| SJU | UE Sant Julià                 | 2                             |                               |
| SFC | FC Santa Coloma               | 3                             |                               |
| LUS | FC Lusitanos                  | 4                             |                               |
| INT | Inter Club d’Escaldes         | 5                             |                               |
| ATL | Atlètic D'Escaldes            | 6                             |                               |
| PRI | CE Principat                  | 7                             |                               |
| Awans z Segona Divisió                                                                                        |                               |                               |                               |
| ENC | FC Encamp                     |                               |                               |
| Oznaczenia: - kolumna pierwsza – skróty nazw drużyn, - kolumna trzecia – miejsce zajęte w poprzednim sezonie. |                               |                               |                               |

## Stadiony
Wszystkie drużyny grające w Primera Divisió rozgrywały wszystkie spotkania ligowe na Estadi Comunal d'Aixovall w Aixovall.

## Pierwsza runda

### Tabela
| Lp. | Drużyna               | M  | Z  | R | P  | Bramki | Bramki | Różn. | Pkt | Uwagi                               |
| --- | --------------------- | -- | -- | - | -- | ------ | ------ | ----- | --- | ----------------------------------- |
| 1   | FC Rànger's           | 14 | 12 | 1 | 1  | 42     | 8      | +34   | 37  | Kwalifikacja do grupy mistrzowskiej |
| 2   | FC Santa Coloma       | 14 | 12 | 1 | 1  | 35     | 10     | +25   | 37  | Kwalifikacja do grupy mistrzowskiej |
| 3   | UE Sant Julià         | 14 | 7  | 3 | 4  | 29     | 12     | +17   | 24  | Kwalifikacja do grupy mistrzowskiej |
| 4   | FC Lusitanos          | 14 | 6  | 2 | 6  | 19     | 20     | −1    | 20  | Kwalifikacja do grupy mistrzowskiej |
| 5   | CE Principat          | 14 | 4  | 3 | 7  | 15     | 33     | −18   | 15  | Kwalifikacja do grupy spadkowej     |
| 6   | Inter Club d’Escaldes | 14 | 3  | 3 | 8  | 14     | 28     | −14   | 12  | Kwalifikacja do grupy spadkowej     |
| 7   | FC Encamp             | 14 | 1  | 4 | 9  | 13     | 30     | −17   | 7   | Kwalifikacja do grupy spadkowej     |
| 8   | Atlètic D'Escaldes    | 14 | 1  | 3 | 10 | 13     | 39     | −26   | 6   | Kwalifikacja do grupy spadkowej     |

### Wyniki pierwszej rundy
| Gospodarz \ Gość      | ATL | ENC | INT | LUS | PRI | RAN | SFC | SJU |
| Atlètic D'Escaldes    |     | 1:4 | 3:2 | 0:1 | 3:3 | 2:8 | 0:5 | 0:2 |
| FC Encamp             | 1:1 |     | 1:1 | 1:2 | 1:1 | 0:3 | 2:3 | 0:0 |
| Inter Club d’Escaldes | 2:1 | 2:1 |     | 1:0 | 2:3 | 0:1 | 0:4 | 0:0 |
| FC Lusitanos          | 0:0 | 5:0 | 3:1 |     | 2:1 | 1:2 | 1:3 | 1:5 |
| CE Principat          | 3:1 | 2:0 | 1:1 | 0:3 |     | 0:4 | 0:3 | 1:0 |
| FC Rànger's           | 2:0 | 4:0 | 4:0 | 3:0 | 4:0 |     | 1:2 | 2:1 |
| FC Santa Coloma       | 2:0 | 2:1 | 4:2 | 3:0 | 2:0 | 0:0 |     | 1:0 |
| UE Sant Julià         | 4:1 | 3:1 | 2:0 | 0:0 | 7:0 | 2:4 | 3:1 |     |

Źródło: RSSSF
Objaśnienia:
1Drużyna gospodarzy jest wymieniona po lewej stronie tabeli.
Kolory: zielony – zwycięstwo gospodarzy, żółty – remis, różowy – zwycięstwo gości.

## Druga runda

### Grupa mistrzowska
| Lp. | Drużyna             | M  | Z  | R | P  | Bramki | Bramki | Różn. | Pkt | Uwagi                                       |
| --- | ------------------- | -- | -- | - | -- | ------ | ------ | ----- | --- | ------------------------------------------- |
| 1   | FC Rànger's (M)     | 20 | 17 | 2 | 1  | 60     | 11     | +49   | 53  | Liga Mistrzów UEFA • I runda kwalifikacyjna |
| 2   | FC Santa Coloma (P) | 20 | 14 | 2 | 4  | 41     | 17     | +24   | 44  | Puchar UEFA • I runda kwalifikacyjna        |
| 3   | UE Sant Julià       | 20 | 10 | 4 | 6  | 38     | 17     | +21   | 34  | Puchar Intertoto • I runda                  |
| 4   | FC Lusitanos        | 20 | 6  | 3 | 11 | 22     | 41     | −19   | 21  |                                             |

### Grupa spadkowa
| Lp. | Drużyna                | M  | Z | R | P  | Bramki | Bramki | Różn. | Pkt | Uwagi                    |
| --- | ---------------------- | -- | - | - | -- | ------ | ------ | ----- | --- | ------------------------ |
| 5   | Inter Club d’Escaldes  | 20 | 7 | 3 | 10 | 20     | 32     | −12   | 24  |                          |
| 6   | CE Principat           | 20 | 5 | 4 | 11 | 21     | 43     | −22   | 19  |                          |
| 7   | FC Encamp              | 20 | 4 | 5 | 11 | 19     | 34     | −15   | 17  |                          |
| 8   | Atlètic D'Escaldes (S) | 20 | 4 | 3 | 13 | 18     | 44     | −26   | 15  | Spadek do Segona Divisió |

### Wyniki drugiej rundy

#### Grupa mistrzowska
| Gospodarz \ Gość | LUS | RAN | SFC | SJU |
| FC Lusitanos     |     | 0:7 | 0:2 | 0:1 |
| FC Rànger's      | 7:2 |     | 1:0 | 1:1 |
| FC Santa Coloma  | 1:1 | 0:1 |     | 1:4 |
| UE Sant Julià    | 3:0 | 0:1 | 0:2 |     |

Źródło: RSSSF
Objaśnienia:
1Drużyna gospodarzy jest wymieniona po lewej stronie tabeli.
Kolory: zielony – zwycięstwo gospodarzy, żółty – remis, różowy – zwycięstwo gości.

#### Grupa spadkowa
| Gospodarz \ Gość      | ATL | ENC | INT | PRI |
| Atlètic D'Escaldes    |     | 0:1 | 0:2 | 2:1 |
| FC Encamp             | 0:1 |     | 0:1 | 2:0 |
| Inter Club d’Escaldes | 1:0 | 0:1 |     | 1:0 |
| CE Principat          | 0:2 | 2:2 | 3:1 |     |

Źródło: RSSSF
Objaśnienia:
1Drużyna gospodarzy jest wymieniona po lewej stronie tabeli.
Kolory: zielony – zwycięstwo gospodarzy, żółty – remis, różowy – zwycięstwo gości.